# 梅氏毛蟹蛛
梅氏毛蟹蛛（学名：Heriaeus mellotteei）为蟹蛛科毛蟹蛛属的动物。分布于朝鲜、日本以及中国大陆的黑龙江、内蒙古、河北、甘肃、山东、山西、陕西、湖北、西藏等地，常生活于草丛以及农田 见于树叶上。